# Betty Karpíšková
Betty Karpíšková, též Božena Karpíšková (14. června 1881 Žižkov – 31. října 1942 Osvětim) byla československá politička, meziválečná poslankyně a senátorka Národního shromáždění za Československou sociálně demokratickou stranu dělnickou.

## Biografie
V parlamentních volbách v roce 1920 získala za Československou sociálně demokratickou stranu dělnickou poslanecké křeslo v Národním shromáždění a mandát v parlamentních volbách v roce 1925 obhájila.
Pak přešla do horní komory parlamentu. V parlamentních volbách v roce 1929 získala senátorské křeslo v Národním shromáždění. Mandát obhájila v parlamentních volbách v roce 1935. V horní komoře setrvala do jejího zrušení roku 1939, přičemž krátce předtím, v prosinci 1938, ještě přestoupila do nově zřízené Národní strany práce.
Podle údajů k roku 1925 byla manželkou typografa v Praze na Smíchově. Stranu zastupovala v Socialistické dělnické internacionále. Ve vysokých stranických funkcích zůstávala i ve 30. letech. V roce 1937 byla na sjezdu sociální demokracie zvolena do předsednictva sociální demokracie.
Za nacistické okupace byla umučena. 6. května 1941 byla zatčena a vězněna v Praze na Pankráci, v Terezíně, v Osvětimi. V koncentračním táboře v Osvětimi zemřela 31. října 1942 poté, co po příchodu byla poslána do plynové komory.